# Tique

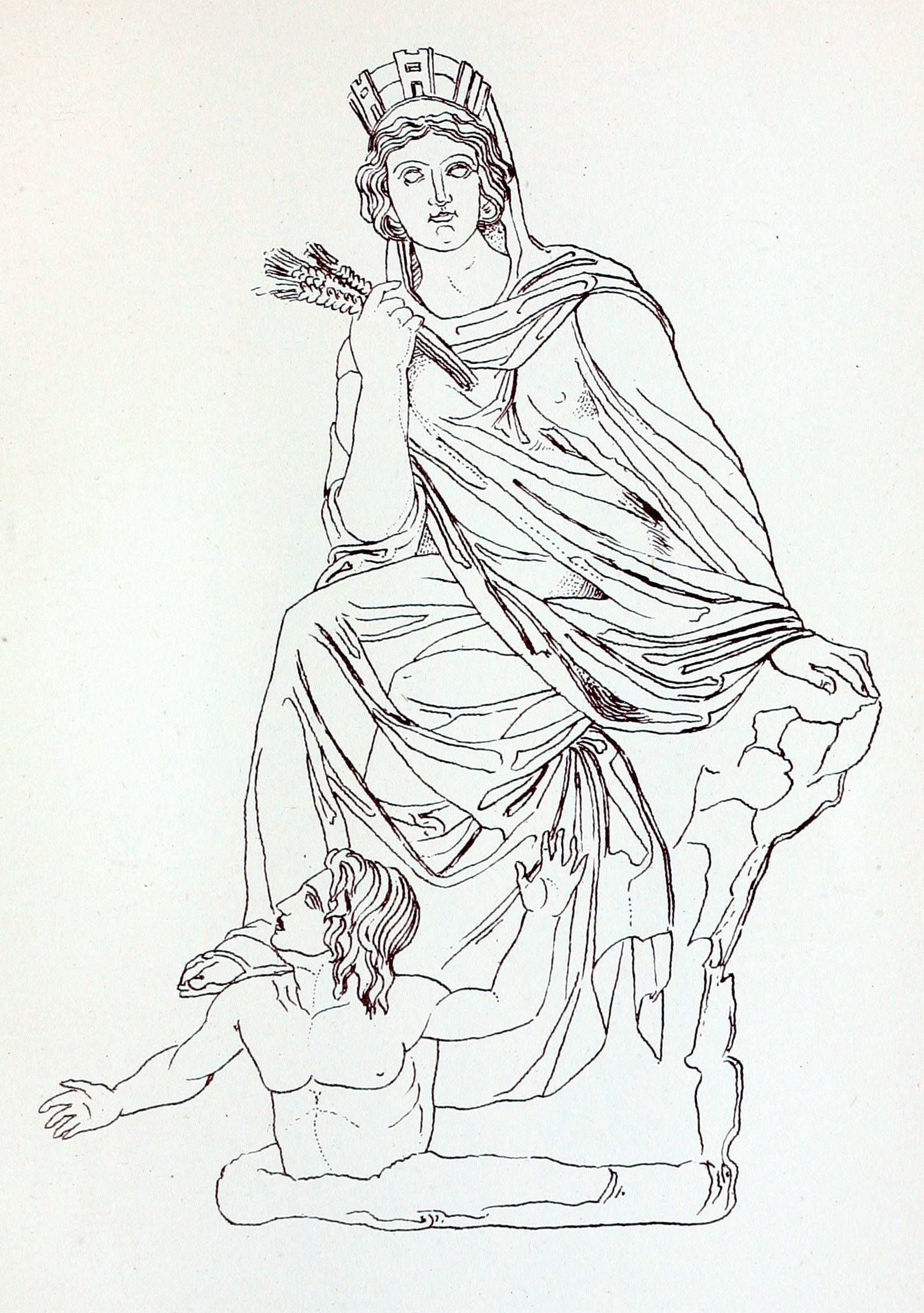
Dibuix de l'escultura de Tique que va realitzar Eutíquides.

Tique (grec antic: Τύχη) va ser una nimfa de la mitologia grega, filla d'Oceà i de Tetis o filla de Zeus, segons una versió posterior. Era venerada com a deessa de la fortuna.

## Culte
El seu nom en grec significa «bona sort», motiu pel qual era invocada demanant prosperitat per una ciutat. Amb la fusió de la cultura grega i romana se la va identificar amb la deessa romana Fortuna. El culte es va estendre durant el període hel·lenístic i era representada amb una corona de forma especial que representava les muralles de la ciutat.
Descuidar el culte a Tique podia portar males conseqüències. L'historiador Polibi va escriure que quan no es podia trobar la causa a esdeveniments com ara una inundació de la ciutat o aldarulls i violència entre la ciutadania, calia atribuir-los a Tique. Stylianos Spyridakis ha fet notar que el culte a Tique va sorgir dins d'un context en l'època hel·lenística en què regnava l'arbitrarietat i la violència: «En els turbulents anys dels  epígons d'Alexandre, una consciència de la inestabilitat dels assumptes humans va portar al poble a creure en Tique, la dama cega de la fortuna, que governava la humanitat d'una forma inconstant i que donava explicació a les vicissituds de l'època.»
Se'n van construir temples a Messènia Caesarea Maritima, Antioquia de l'Orontes, Alexandria i Constantinoble. A Alexandria el temple de Tique, anomenat Tychaeon, fou descrit per Libani com un dels més magnífics de tot el món hel·lenístic.La ciutat d'Atenes també va tenir un temple de Tique, la construcció del qual va ser gràcies a una dama romana anomenada Ànnia Regil·la, qui a més en va ser la sacerdotessa. A Mitilene, el rei Pittakos va fer construir al seu temple una escala, representant que la intervenció d'aquesta deessa podia fer que la fortuna de les persones pugés o baixés.

## Literatura
En la literatura se li atribuïren diverses genealogies, com a filla d'Hermes i Afrodita, o considerada com una de les oceànides, les filles d'Oceà i de Tetis, o de Zeus. Se la relacionava amb Nèmesi i amb Agathos Daimon («l'esperit de la bona fortuna») amb el que es va casar. Era amiga i companya de Demèter.
En el seu culte a Ítanos (Creta) va rebre el nom de Tyche Protogeneia i estava relacionada amb la llegenda de Protogènia («la nascuda en primer lloc»), una de les filles d'Erecteu rei d'Atenes, el sacrifici de la qual va salvar la ciutat.
En l'obra d'Esquil Agamèmnon uns vaixells són salvats d'una tempesta gràcies a la intervenció de Tique. Els impredictibles girs de la fortuna fan que aparegui esmentada en llegendes amoroses, per exemple en la novel·la d'Aquil·les Tatius titulada Leucip i Clitofon o en la de Longus Dafnis i Cloe. També surt en diverses faules d'Esop: fent que un camperol trobi un tresor mentre llaurava, salvant la vida d'un cansat caminant o mostrant el difícil camí de la llibertat a la humanitat. Alguns autors la van relacionar amb les moires.
Plató proposava en la seva obra Les Lleis, fer un repartiment amb relació a les possessions de cadascú: donar més al qui menys té i menys als qui ja tenen molt; i perquè fos un repartiment just calia invocar a Zeus, Tique i Agata en el moment de fer-ho.
El culte a Tique va experimentar un ressorgiment en els últims dies del paganisme, durant l'època en què alguns emperadors van provar de retornar als cultes pagans a finals del segle iv (Julià i Teodosi), quan ja s'havien tancat els temples. L'eficàcia d'aquesta iniciativa capriciosa va aconseguir fins i tot respectabilitat en els cercles filosòfics durant aquella generació, encara que entre els poetes, ja decantats pel cristianisme, la comparaven amb una prostituta voluble.

## Iconografia

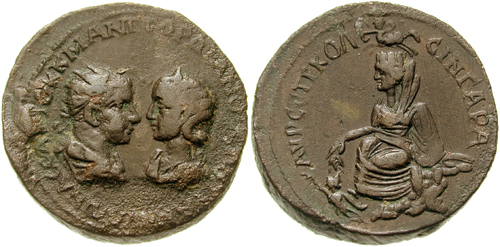
Tique en el revers d'una moneda de Gordià III, 238-244.

Generalment està representada en forma femenina coronada, tot i que també se la va representar sense o, com a Esmirna, amb l'esfera celeste sobre el seu cap simbolitzant l'abast de la seva acció.
La imatge de Tique està present en moltes monedes dels tres segles anteriors a l'era cristiana, sobretot en ciutats de la costa de la mar Egea. Les llegendes mitològiques, com era tradició en la cultura grega, es poden observar en la decoració d'àmfores i altres objectes de ceràmica. Se n'ha trobat una del segle v aC on està representada amb Nèmesi.
En l'art medieval, se la va representar amb els mateixos símbols de la deessa romana Fortuna: una cornucòpia, un timó de vaixell o una roda simbolitzant les voltes del destí.
La ciutat de Bizanci fou refundada com a Nova Roma sota els auspicis del cristianisme i Tique, que apareixien a les monedes de la nova urbs.

## Astronomia
Alguns pobles identificaven la constel·lació de la Verge amb Tique, mentre que per altres aquesta constel·lació era la representació celeste de Demèter o de Dike.